# Paralastor clotho
Paralastor clotho är en stekelart som först beskrevs av Amédée Louis Michel Lepeletier 1841.  Paralastor clotho ingår i släktet Paralastor och familjen Eumenidae. Inga underarter finns listade i Catalogue of Life.